# 馮志豐
馮志豐（ Fung Chi Fung，1972年8月13日—），出生於香港。香港商業電台節目主持人、監製及廣播劇幕後工作人員。1980年代曾是無綫電視童星，曾就讀九龍靈光小學和旅港開平商會中學。於1984－1985年度學季獲得聯校朗誦節獨誦冠軍，畢業於香港浸會大學傳理學院。目前已婚，育有兩女一子。

## 工作經歷

### 童星生涯
上世紀七十年代，佳視招募小演員，由於當時馮志豐的姐姐是佳視訓練班的學員，故推薦年僅五歲的馮志豐投考。馮志豐是當年過千名投考者中，唯一獲簽長約的小演員。佳視不久便結業，但馮志豐被推薦到無綫電視，於是在無綫開展他童星生涯。他當了十四年童星，在八十年代飾演過無數劇集的兒童角色，包括劇集男主角的童年，較著名有在《射鵰英雄傳》飾演主角郭靖的童年，以及在《神鵰俠侶》飾演主角楊過的童年。馮志豐表示當童星令他擁有與眾不同的片場經歷，但其實當童星不容易，經常要捱更抵夜，有時為了拍戲而裝病缺課，又被同學排擠。隨著年齡漸長，馮志豐進入童星的尷尬年齡，演出機會逐漸減少。至馮志豐十九歲時，在劇集《人在邊緣》中飾演一個毫不起眼的囚犯角色，令他感到自己再不應繼續當演員，故決定退出電視圈，入讀香港浸會大學傳理系。

### 商台生涯
馮志豐大學畢業後，曾在嘉禾電影公司任職編劇三年，至1997年加入商業電台任職編輯，並成為長壽廣播劇《十八樓C座》的其中一個編劇，更飾演劇中「拉表叔」一角達25年。他亦主持其他商台節目，如《志豐狂記錄》、《全世界嚮導》、《超級玩具迷》、《超級動漫迷》等。後來馮志豐成為《十八樓C座》和《光明頂》的節目監製。
2022年5月22日，馮志豐以私人理由辭職商台，其《十八樓C座》角色「拉表叔」以到法國深造廚藝為由而離開。馮志豐稱現實中的他是前往另一地方，地點不是法蘭西，而是旅居福爾摩沙(台灣)。不過他表示自己仍會在商業一台隔空主持《一台好戲》及《細路強》。

## 參與演出

### 電視劇（無綫電視）
1980
- 《一劍天涯》
- 《京華春夢》飾 金振西 (劉松仁飾) 與 賀燕秋 (汪明荃飾) 的兒子維維
- 《新C.I.D.》飾 陳小龍
- 《執到寶》飾 聰仔
- 《輪流傳》
- 《聲寶喜相逢》

1981
- 《流氓皇帝》
- 《過客》飾 李棠（黃日華飾）童年
- 《千王群英會》飾 屠一笑（謝賢飾）之子屠真
- 《香港八一》飾 覺悟因 (李我飾) 之子邦仔
- 《未了情》
- 《英雄出少年》
- 《突破》
- 《女黑俠木蘭花》飾 小文

1982
- 《蘇乞兒》飾 初三
- 《香城浪子》飾 韋樂（黃日華飾）童年
- 《萬水千山總是情》飾 阮文瀚（關禮傑飾）童年

1983
- 《十三妹》飾 康熙童年
- 《射鵰英雄傳》飾 郭靖（黃日華飾）童年
- 《神鵰俠侶》飾 楊過（劉德華飾）童年
- 《無冕天使》飾 神童偉

1984
- 《魔域桃源》飾 小傅青雲
- 《新紮師兄》飾 小黑
- 《楚留香之蝙蝠傳奇》飾 黄狗仔

1985
- 《碧血劍》飾 袁承志（黃日華飾）童年
- 《挑戰》
- 《薛仁貴征東》飾 薛丁甲
- 《後生可畏》

1986
- 《愛情全盒》
- 《薛丁山征西》飾 薛丁山（黃日華飾）童年
- 《英雄故事》
- 《薛剛反唐》飾 小太子

1987
- 《靜待黎明》飾 小民
- 《大運河》
- 《大明群英》

1988
- 《衰鬼逼人》
- 《不再少年時》
- 《阿德也瘋狂》
- 《狙擊神探》飾 阿祥

1989
- 《吉星報喜》飾 陳冠一的近身書僮阿安
- 《摘星的女人》
- 《還我本色》
- 《晉文公傳奇》飾 驪戎世子

1990
- 《愛情三角錯》
- 《失職丈夫》飾 阿勇
- 《水鄉危情》
- 《又是冤家又聚頭》飾 漫畫師
- 《人在邊緣》飾 馬有利（Mary）

1991
- 《男盜女差》飾 少年成大志
- 《鐵血男兒》飾 學生
- 《皇家鐵馬》飾 同黨
- 《命運迷宮》飾 Peter仔
- 1992《闔府搶錢》飾 Simon
- 1994《螳螂小子》飾 福康貝勒
- 2001《廉政追擊》飾 馮仔

### 電視節目（香港電台）
- 多套港台80年代的教育電視
- 1981年《一點燭光》之《啞佬情深》
- 2015年《漫遊百科》（第十七集）

### 廣播劇
- 7號差館
- 黃金少年
- 18樓C座 飾 司徒拉（孻表叔）
- 時光倒流五十年

### 舞台劇
- 《十八樓C座》(2013年)

## 現時主持節目
- 雷霆881《細路強》
- 雷霆881《一台好戲》與朱菁主持-《1圈圈》電影圈環節部分內容
- 雷霆881《傳奇衛斯理》旁述 (2022年紀念倪匡逝世，重新包裝1987年《衛斯理》廣播劇的節目)

## 現時監製節目
- 光明頂
- 大玩派

## 曾主持節目
- now觀星台《NOW SHOWING》
- 《志豐狂記錄》(加入商台初期的節目)
- 《人間推理》旁白(加入商台初期的節目)
- 《十八樓C座》飾 孻表叔
- 《幟哥講夠味》
- 《全世界嚮導》
- 《十八樓C座 50年不變 經典重温》
- 夾心家庭
- 少數族裔文化村
- 一人一大學
- 一台好戲
- 《每當變幻時》（懷舊香港社會事物節目）
- 《兒童樂園》第一集（介紹香港戰後著名兒童刊物《兒童樂園》）
- 《小龍問路》（一個為保護李小龍故居的特備節目）
- 《超級玩具迷》
- 《超級動漫迷》
- 《發現新大陸－航天科技篇》
- 《發現新大陸－環保篇》
- 《發現新大陸－生活潮流篇》
- 《發現新大陸－旅遊篇》
- 《發現新大陸－武術篇》
- 《發現新大陸－民國軍閥篇》
- 《發現新大陸－08 奧運篇》
- 《發現新大陸－人物篇》
- 《發現新大陸－武術篇》
- 《同途有心人》（2000-2010）
- 《發現新大陸－六四－十九周年》

## 電影
| 年份   | 名稱       | 角色           |
| ------ | ---------- | -------------- |
| 1979年 | 豪俠       |                |
| 1983年 | 退休探長   |                |
| 1983年 | 我的媽媽   | 林志剛         |
| 1984年 | 穿梭陰陽界 | 黃仁童（幼年） |
| 1985年 | 女人心     |                |
| 1989年 | 瀟酒先生   |                |
| 2013年 | 激戰       | 拳賽評述       |

## 外部連結
- 明周專訪馮志豐對《十八樓C座》的經歷
- 商業電台馮志豐簡介
- 馮志豐：我長大了！ （页面存档备份，存于）
- 馮志豐在香港影庫上的簡介